# Eleição presidencial no Brasil em 2018 no Amapá
A eleição presidencial do Brasil em 2018 no Amapá foram realizadas em 7 de outubro (primeiro turno) e 28 de outubro (segundo turno) como parte das Eleições Gerais de 2018, nas quais todos os 26 estados, além do Distrito Federal, participaram.
Jair Bolsonaro venceu a eleição no estado do Amapá em ambos os turnos, no primeiro com 40,74% dos votos, e no segundo com 50,20% dos votos.
Amapá foi um dos quatros estados, que deram vitórias ao PT no 2º turno em todas as eleições desde 2002, que rejeitou o PT em 2018.

## Eleições Presidenciais

### Resultados em todo o estado
| 1º turno | 1º turno           | 1º turno | 1º turno | 2º turno | 2º turno |
| Partido  | Candidato          | Votos    | %        | Votos    | %        |
| -------- | ------------------ | -------- | -------- | -------- | -------- |
| PSL      | Jair Bolsonaro     | 166.935  | 40,74%   | 185.096  | 50,20%   |
| PT       | Fernando Haddad    | 134.287  | 32,77%   | 183.616  | 49,80%   |
| PDT      | Ciro Gomes         | 50.553   | 12,34%   |          |          |
| PSDB     | Geraldo Alckmin    | 19.241   | 4,70%    |          |          |
| REDE     | Marina Silva       | 9.008    | 2,20%    |          |          |
| PATRI    | Cabo Daciolo       | 8.882    | 2,17%    |          |          |
| NOVO     | João Amoêdo        | 7.490    | 1,83%    |          |          |
| MDB      | Henrique Meirelles | 5.611    | 1,37%    |          |          |
| PSOL     | Guilherme Boulos   | 5.432    | 1,33%    |          |          |

### Resultados por município no 2º turno
| Municípios              | Jair Bolsonaro | Jair Bolsonaro | Fernando Haddad | Fernando Haddad | Votos Totais |
| Municípios              | Votos          | %              | Votos           | %               | Votos Totais |
| ----------------------- | -------------- | -------------- | --------------- | --------------- | ------------ |
| Macapá                  | 120.603        | 55,15%         | 98.083          | 44,85%          |              |
| Amapá                   | 1.423          | 35,28%         | 2.610           | 64,72%          |              |
| Calçoene                | 1.671          | 34,73%         | 3.140           | 65,27%          |              |
| Cutias                  | 800            | 28,98%         | 1.961           | 71,02%          |              |
| Ferreira Gomes          | 1.659          | 43,63%         | 2.143           | 56,37%          |              |
| Itaubal                 | 1.250          | 33,07%         | 2.530           | 66,93%          |              |
| Laranjal do Jari        | 7.703          | 41,09%         | 11.044          | 58,91%          |              |
| Mazagão                 | 3.361          | 30,59%         | 7.628           | 69,41%          |              |
| Oiapoque                | 3.589          | 32,85%         | 7.335           | 67,15%          |              |
| Pedra Branca do Amapari | 2.234          | 40,25%         | 3.317           | 59,75%          |              |
| Porto Grande            | 3.681          | 41,22%         | 5.250           | 58,78%          |              |
| Pracuúba                | 747            | 34,19%         | 1.438           | 65,81%          |              |
| Santana                 | 31.383         | 53,15%         | 27.662          | 46,85%          |              |
| Serra do Navio          | 1.196          | 49,10%         | 1.240           | 50,90%          |              |
| Tartarugalzinho         | 2.092          | 36,31%         | 3.670           | 63,69%          |              |
| Vitória do Jari         | 1.704          | 27,18%         | 4.565           | 72,82%          |              |